# Сант-Анджело-ин-Вадо
Сант-Анджело-ин-Вадо (итал. Sant'Angelo in Vado) — коммуна в Италии, располагается в регионе Марке, в провинции Пезаро-э-Урбино.
Население составляет 4115 человек (2008 г.), плотность населения составляет 61 чел./км². Занимает площадь 67 км². Почтовый индекс — 61048. Телефонный код — 0722.
Покровителем коммуны почитается святой архангел Михаил, празднование 29 сентября.

## Демография
Динамика населения:

## Администрация коммуны
- Официальный сайт: http://www.comunesantangeloinvado.it/